# Келланд, Филип
Филипп Келланд (англ. Philip Kelland; 17 октября 1808, Данстер, Сомерсет, Великобритания — 8 мая 1879, Аллен, Стирлингсхайр, Шотландия) — английский математик. Известен своим вкладом в развитие образования в Шотландии.

## Биография

### Ранняя жизнь
Келланд родился в 1808 году в Данстере, Англия. Был студентом в Куинз-колледже в Кембридже, где обучался у математика Уильяма Хопкинса, окончил университет в 1834 году c особым отличием по математике (звание «senior wrangler»), был обладателем премии Смита. Затем был рукоположен в священники.

### Академическая карьера
Келланд был назначен профессором математики в университете Эдинбурга в 1838 году. Он был преемником шотландского математика Уильяма Уоллеса.
Келланд вместе с шотландским физиком Джеймсом Дэвидом Форбсом поддерживали реформы в шотландской системе университетского образования. Он был эффективным реформатором образования. Он завоевал уважение своих коллег и популярность среди студентов.

### Исследования
Ранние исследования Келланда в Кембриджском университете прошли под влиянием математиков Джозефа Фурье и Огюстена Луи Коши. Это исследование описано в его «Теории тепла» (1837, 1842) и в некоторых статьях. Тем не менее, эти исследования, как оказалось, не были основаны на правильных принципах.
В целом, в Каталоге научных трудов Королевского общества перечислены 28 статей, опубликованных Келландом, главным образом, о тепле, свете и водных волнах. В своей теоретической работа по волнам (1840, 1844), опубликованной в Трудах Королевского общества Эдинбурга, он пытался объяснить некоторые аспекты важных экспериментов Джона Скотта Рассел, в то время проведённых близ Эдинбурга. Хотя эта работа была ущербной в некоторых отношениях, он предвосхитил некоторые из результатов, полученных позже Джорджом Бидделем Эйри и Джорджом Габриэлем Стоксом.
Келланд, в своей Theory of Parallels, описал свою версию неевклидовой геометрии. Он издал книгу Джона Плейфера Elements of Geometry и собрание сочинений Томаса Юнга.

## Награды
Келланд был избран членом Королевского общества в 1838 году и членом Королевского общества Эдинбурга в 1839 году.